# Romeo and Juliet (film 1908)
Romeo and Juliet (Romeo e Giulietta) è un cortometraggio muto del 1908 diretto da James Stuart Blackton (o da William V. Ranous).
Tratto dalla tragedia di Shakespeare e prodotto dalla Vitagraph Company of America, il film - girato al Central Park di New York - uscì nelle sale il 6 giugno 1908. Gli interpreti principali erano Paul Panzer e Florence Lawrence.

## Trama
A Verona nel Rinascimento le due ricche famiglie Montecchi e Capuleti si fronteggiano per un'eterna rivalità sul potere. I due giovani figli delle famiglie: Romeo Montecchi e Giulietta Capuleti si innamorano dopo il primo incontro durante una festa offerta dai signori Capuleti. Sebbene i due scoprano che sono figli dei propri nemici, non fanno altro che rafforzare il loro amore. Giulietta e Romeo si sposano persino il giorno seguente con l'accordo di Frate Lorenzo, ma Tebaldo, il cugino di Giulietta, lo scopre e così attacca Romeo, ma finisce per uccidere l'amico Mercuzio, miglior confidente di Romeo. Costui a sua volta ammazza Tebaldo e viene così bandito da Verona. Giulietta, per non finire in sposa ad un altro, progetta con Frate Lorenzo una finta morte e così si fa trasportare nella cappella di famiglia dopo aver ingerito un farmaco che la fa apparire morta. Romeo, sebbene avesse dovuto essere avvisato nella sua residenza a Mantova, riesce solo a capire che Giulietta è morta. Disperato si reca nella cappella dei Capuleti e si uccide. Giulietta, vedendo il cadavere dopo il suo risveglio, si pugnala.

## Produzione
Il film fu prodotto dalla Vitagraph Company of America e fu girato al Central Park di New York.

## Distribuzione
Distribuito dalla Vitagraph Company of America, il film  uscì nelle sale statunitensi il 6 giugno 1908.

### Date di uscita
IMDb
- USA	6 giugno 1908

Alias
- Romeo and Juliet, a Romantic Story of the Ancient Feud Between the Italian Houses of *Montague and Capulet	USA (titolo lungo)
- Romeo y Julieta